# The Anomaly
Pour les articles homonymes, voir Anomaly.
Pour plus de détails, voir Fiche technique et Distribution.
The Anomaly est un film de science-fiction britannique coproduit et réalisé par Noel Clarke et sorti en 2014.

## Synopsis
Un ex-soldat traumatisé par la guerre se réveille à l'arrière d'un van à côté d'un jeune garçon qui a été enlevé. Il a 9 minutes et 47 secondes pour comprendre ce qui s'est passé... 

## Fiche technique
- Titre original : The Anomaly
- Réalisation : Noel Clarke
- Scénario : Simon Lewis
- Direction artistique : Paul Burns
- Décors : Nick Akass
- Costumes : Andy Blake
- Photographie : David Katznelson
- Son : Richard Kondal
- Montage : Tommy Boulding
- Musique : Tom Linden
- Production : Noel Clarke, James Harris et Mark Lane
- Société(s) de production : Unstoppable entertainment, the tea shop & film company
- Pays d’origine : Royaume-uni
- Langue originale : Anglais
- Format : couleur -
- Genre : Film de science-fiction
- Durée : 97 minutes
- Date de sortie : 
  -  Royaume-Uni : 4 juillet 2014

## Distribution
- Ian Somerhalder (VF : Sébastien Desjours) : Harkin
- Brian Cox : le Dr Langham
- Alexis Knapp : Dana
- Luke Hemsworth : l'agent Elkin
- Niall Greig Fulton : Leonid
- Michael Bisping (VF : Fabrice Lelyon) : Sergio
- Ali Cook (VF : Sylvain Agaësse) : l'agent Travis
- Art Parkinson : Alex
- Noel Clarke : Ryan

 Source et légende : version française (VF) sur RS Doublage